# Relations entre la Guinée-Bissau et l'Inde
Les relations entre la Guinée-Bissau et l'Inde sont les relations bilatérales de la république de Guinée-Bissau et de la république de l'Inde. L'ambassade de l'Inde à Dakar, au Sénégal, est simultanément accréditée auprès de la Guinée-Bissau. L'Inde a ouvert un consulat honoraire à Bissau le 28 mai 2010. La Guinée-Bissau n'a pas de mission diplomatique en Inde,.
Le Premier ministre du gouvernement de transition de la Guinée-Bissau, Rui Duarte de Barros, a conduit une délégation comprenant le ministre des Affaires étrangères et le ministre de l'Economie en Inde pour assister au 9e conclave de la CII EXIM Bank sur le partenariat entre l'Inde et l'Afrique en mars 2013,,. Le ministre d'État aux mines et à l'acier, Vishnudeo Sai (en), s'est rendu en Guinée-Bissau en septembre 2015 en tant qu'envoyé spécial du Premier ministre. Il a invité le président José Mário Vaz à participer au troisième sommet du Forum Inde-Afrique à New Delhi. M. Vaz a accepté l'invitation et, en octobre 2015, est devenu le premier chef d'État bissau-guinéen à se rendre en Inde. Il a eu des entretiens bilatéraux avec le Premier ministre Narendra Modi le 30 octobre 2015. M. Vaz était accompagné d'une délégation comprenant le ministre des affaires étrangères, Artur Antonio da Silva, qui a participé à la réunion des ministres des affaires étrangères de l'Inde et de l'Afrique à New Delhi avec son homologue indien Sushma Swaraj et plusieurs ministres des affaires étrangères africains.
La Guinée-Bissau et l'Inde ont été parmi les dix-neuf premiers pays à rejoindre l'Alliance solaire internationale, proposée par le Premier ministre Narendra Modi, le 15 novembre 2016.

## Commerce
L'Inde est un partenaire commercial important de la Guinée-Bissau, et a été la première destination des exportations de ce pays en 2010 et 2011. La Guinée-Bissau est le quatrième exportateur mondial de noix de cajou. Ce secteur représente 90 % des revenus du pays et emploie plus de 80 % de sa main-d'œuvre, ce qui en fait un secteur vital pour son économie. L'Inde est le plus grand importateur de noix de cajou non transformées de Guinée-Bissau, avec plus de 90 % des exportations annuelles du pays,,. Près de 98 % de la récolte est exportée vers l'Inde pour y être transformée. Depuis 2011, l'Inde a augmenté sa production nationale de noix de cajou et a réduit les importations de Guinée-Bissau. La décision de l'Inde de réduire les importations en 2012 a entraîné une crise des exportations de noix de cajou en Guinée-Bissau.
Le commerce bilatéral entre la Guinée-Bissau et l'Inde s'est élevé à 212,64 millions de dollars US en 2015-2016, enregistrant une croissance de 26,46 % par rapport à l'exercice précédent. L'Inde a exporté pour 14,47 millions de dollars de marchandises vers la Guinée-Bissau, et en a importé pour 198,17 millions de dollars.
L'industrie de la défense indienne a fourni des patrouilleurs à la Guinée-Bissau.
En mai 2008, l'Inde a offert à la Guinée-Bissau un accès unilatéral au marché en franchise de droits et à des tarifs préférentiels (DFTP) pour l'exportation de biens et de services.